# Jacobus van Egmond
Jacobus Johannes "Jacques" van Egmond (Haarlem, 17 de fevereiro de 1908 — Haarlem, 9 de janeiro de 1969) foi um ciclista de pista holandês, que disputou os Jogos Olímpicos de 1932 em Los Angeles. Conquistou uma medalha de ouro na velocidade individual e uma prata na prova de 1 km contrarrelógio por equipes; terminou em quarto no tandem, juntamente com Bernard Leene.
Van Egmond assumiu esporte após Olimpíadas de 1928. Ele então mudou para o ciclismo de pista e conquistou o título nacional de sprint em 1931 e 1932. Se tornou profissional em 1934, e conquistou os títulos nacionais de sprint em 1934–1936.